# Institut de technologie

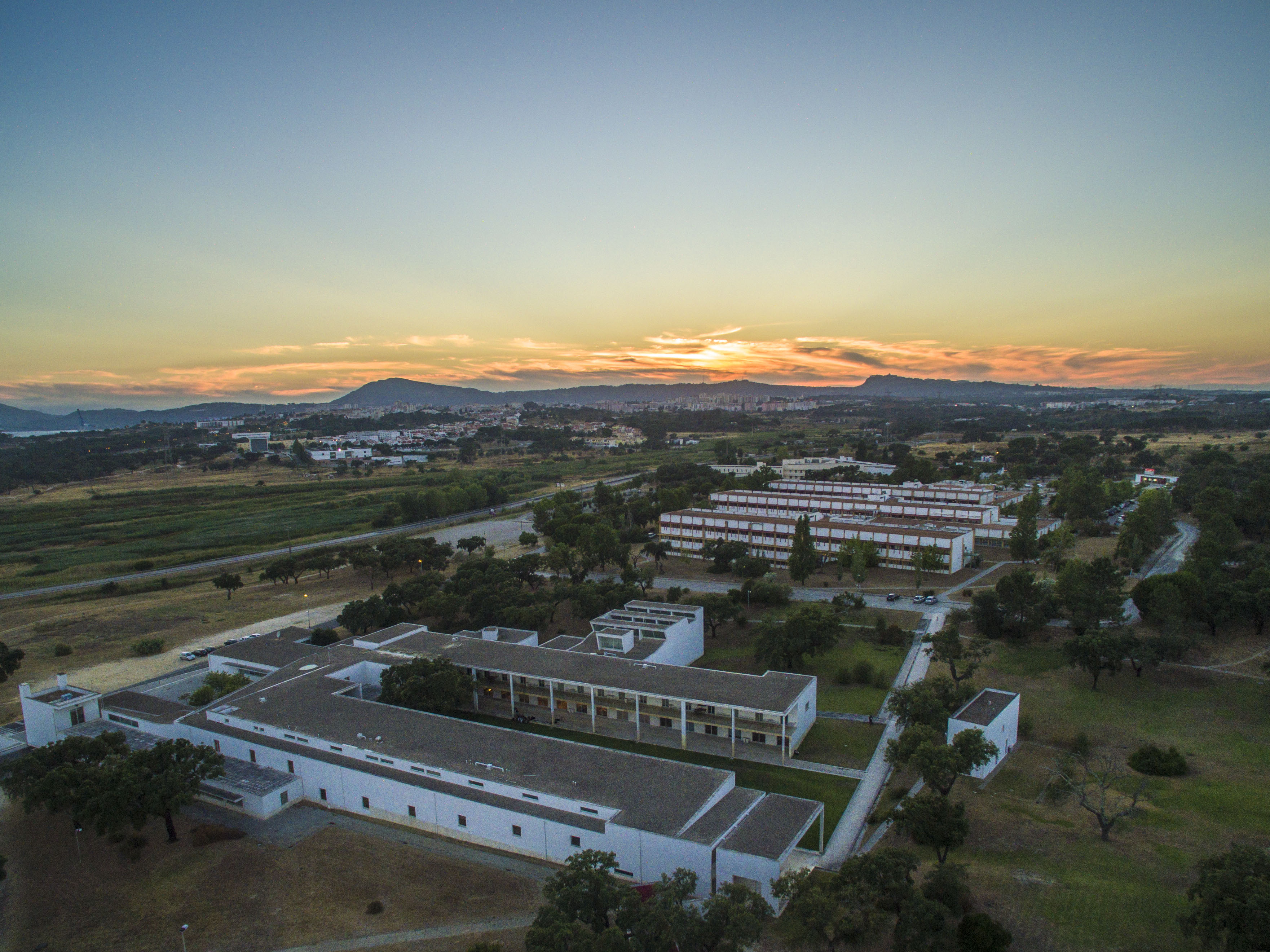
Vue aérienne du campus de l'IPS à Setúbal.

Un institut de technologie ou une université de technologie — on rencontre aussi les terminologies suivantes : université polytechnique, technikon ou université technique — est un établissement d'enseignement supérieur spécialisé dans l'apprentissage des techniques : l'ingénierie, la technologie, les sciences appliquées et parfois les sciences naturelles. Ces termes et leurs variantes recouvrent des significations différentes selon les langues ou les pays : dans certains pays, ces instituts de technologie et universités polytechniques sont des catégories bien définies ; dans d’autres, comme aux États-Unis, il s'agit simplement de noms spécifiques sans signification formelle.

## Terminologie
Quelques-unes des variantes de ce terme sont :
- université de technologie ou université technique en français ;
- university of technology ou institute of technology en anglais ;
- technische universität ou technische hochschule en allemand ;
- universidad tecnológica ou universidad politécnica en espagnol ;
- teknisk högskola en suédois ;
- teknillinen yliopisto en finnois.

## Histoire
Ces écoles existent au moins depuis le XVIIIe siècle mais deviennent de plus en plus répandues après la Seconde Guerre mondiale. Les écoles sont le plus souvent des écoles d'ingénieurs (Arts et Métiers ParisTech, Supélec) ou des instituts technologiques. Plus rarement, ils sont également une université (Georgia Tech, MIT ou l'École polytechnique fédérale de Zurich), ils ont alors la possibilité de décerner les diplômes de maîtrise ou de doctorat et sont également des entités de recherche indépendantes.

## Instituts par pays

### Allemagne
Technische Universität (abréviation : TU) est le terme courant pour les universités de technologie (ou universités techniques). Ces établissements peuvent délivrer des diplômes d'habilitation et de doctorat et se concentrent sur la recherche.
Les neuf Technische Universitäten les plus grandes et les plus renommées d'Allemagne ont formé les Instituts allemands de technologie TU9 en tant que communauté d'intérêts. Les Technische Universitäten ont normalement des facultés ou des départements de sciences et souvent d'économie, mais peuvent aussi avoir des unités de sciences culturelles et sociales et d'arts. Les TU9 sont:
- École supérieure polytechnique de Rhénanie-Westphalie
- Université technique de Berlin
- Université technique de Brunswick
- Université technique de Darmstadt
- Université technique de Dresde
- Université Gottfried-Wilhelm-Leibniz de Hanovre
- Institut de technologie de Karlsruhe
- Université technique de Munich
- Université de Stuttgart

Il existe au total 17 universités de technologie publiques en Allemagne.

### États-Unis
- Institut de technologie à New York

### France
En France, les universités de technologie sont des écoles d'ingénieurs proposant par ailleurs des formations de type universitaire (master et doctorat) et participant également à la conférence des présidents d'université. Elles constituent un réseau comprenant :
- l'université de technologie de Compiègne (UTC) ;
- l'université de technologie de Troyes (UTT) ;
- l'université de technologie de Belfort-Montbéliard (UTBM) ;
- l'université de technologie Tarbes Occitanie Pyrénées (UTTOP).

Récemment, ce réseau a créé en partenariat l'université de technologie sino-européenne de l'université de Shanghai avec l'université de Shanghai.
Le nom complet de l'université Paris-Dauphine (anciennement Paris IX) est « université de technologie en sciences des organisations et de la décision de Paris-Dauphine » depuis 2004 mais celle-ci n'est pas affiliée aux établissements précédemment nommées. Elle dispose du statut de grand établissement.

### Irlande
En Irlande, 14 instituts de technologie couvrent à la fois les missions en France des instituts universitaires de technologie et des universités de technologie, proposant des formations principalement au niveau licence (bac+3 et bac+4), mais aussi quelques-unes en master et doctorat.
- Institut de technologie d'Athlone (AIT)

### Irak
- Université de technologie à Bagdad

### Pays-Bas
- Université technique de Delft
- Université technique d'Eindhoven

### Suède
- École royale polytechnique
- École polytechnique Chalmers

### Suisse
- École polytechnique fédérale de Lausanne (EPFL)
- École polytechnique fédérale de Zurich (ETH)